# Vlad Gheorghe
Vlad Gheorghe (n. 22 februarie 1985, București, România) este un politician român, membru al Parlamentului European (PE) în a IX-a legislatură a acestuia.

## Biografie
Vlad Gheorghe este jurist specializat în drept administrativ-fiscal, fonduri europene și achiziții publice. A lucrat peste 8 ani în ONG-uri și companii private ce derulau proiecte cu fonduri europene pe infrastructură, mediu și resurse umane. A ajuns în atenția publică după ce a fost bătut de jandarmi pe 10 august 2018 la mitingul antiguvernamental din Piața Victoriei din București. A fost unul dintre manifestanții vocali care au cerut ca violențele din 10 august 2018 să fie anchetate de procurori.
La alegerile din 2019, a candidat la Parlamentul European (PE) la recomandarea Uniunii Salvați România (USR). A preluat funcția de eurodeputat în cea de-a noua legislatură a Parlamentului European (PE) în noiembrie 2020, înlocuind-o pe Clotilde Armand după ce aceasta a demisionat pentru a-și putea prelua mandatul de primar al sectorului 1.
În iulie 2025, Gheorghe a depus o plângere penală împotriva fostului premier Marcel Ciolacu, acuzându-l că a mințit în legătură cu starea economiei și a ascuns adevărul despre deficitul bugetar.